# أحمد الصقر
أحمد الصقر (7 أبريل 1970) هو لاعب كرة قدم لبناني سابق كان يلعب في مركز حراسة المرمى.
كان الصقر الحارس الأساسي لمنتخب لبنان في كأس آسيا 2000 خلال مبارتيه في دور المجموعات ضد إيران والعراق، كما شارك في 30 مباراة دولية بين 1993 و2003.

## وصلات خارجية
أحمد الصقر على فرق كرة القدم الوطنية.كوم